# لئاندرو خلپی
لئاندرو خلپی (اسپانیایی: Leandro Gelpi‎؛ زادهٔ ۲۷ فوریهٔ ۱۹۹۱) بازیکن فوتبال اهل اروگوئه است.
از باشگاه‌هایی که در آن بازی کرده‌است می‌توان به باشگاه فوتبال پنیارول اشاره کرد.
وی همچنین در تیم ملی فوتبال زیر ۲۳ سال اروگوئه بازی کرده‌است.